# Mira (estrella)
Mira (Ómicron Ceti / ο Cet / 68 Ceti) es una estrella variable de la constelación de Cetus, «la ballena».
Una de las estrellas más notables del cielo nocturno, su magnitud aparente varía entre +2,0 —siendo en ese momento la estrella más brillante de la constelación— y +10,1 —cuando no es visible a simple vista— con un período de 332 días.
Ello ha dado origen a su nombre, Mira, procedente del latín mira, «maravillosa, asombrosa».
La distancia a la que se encuentra es incierta; mientras que las mediciones realizadas antes del satélite Hipparcos la situaban a 220 años luz del sistema solar, los datos de Hipparcos indican una distancia de 418 años luz, con un margen del error del 14%.

## Nomenclatura
ο Ceti (Latinizado a Omicron Ceti) es la Denominación de Bayer de la estrella. Fue bautizada como Mira (latín por 'maravillosa' o 'asombrosa') por Johannes Hevelius en su Historiola Mirae Stellae (1662). En 2016, la Unión Astronómica Internacional organizó un  Grupo de Trabajo sobre Nombres de Estrellas (WGSN) para catalogar y estandarizar los nombres propios de las estrellas. El primer boletín del WGSN de julio de 2016 incluía una tabla con los dos primeros lotes de nombres aprobados por el WGSN, entre los que figuraba Mira para esta estrella.

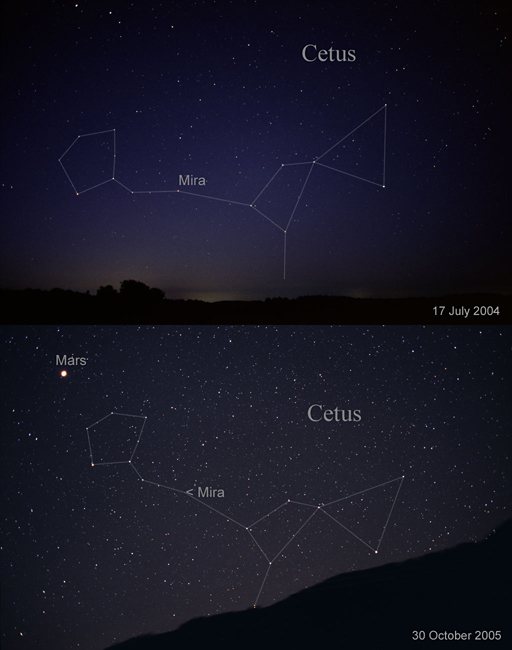
Mira en dos momentos diferentes

## Historia de su observación
Puede ser que la variabilidad de Mira fuera ya conocida en la antigua China, Babilonia y Grecia.
Lo que es seguro es que la variabilidad de Mira fue registrada por el astrónomo David Fabricius desde el 3 de agosto de 1596. Al observar el planeta Mercurio, Fabricius necesitaba una estrella de referencia para comparar posiciones, escogiendo una estrella de tercera magnitud cercana antes inadvertida —Mira—. Sin embargo, hacia el 21 de agosto el brillo de la estrella había aumentado una magnitud, mientras que para octubre de ese mismo año no era ya visible. Fabricius supuso que era una nova, hasta que la vio de nuevo el 16 de febrero de 1609.
En 1638, Johann Holwarda determinó el período de las reapariciones de la estrella en once meses; a menudo se atribuye a este astrónomo frisio el descubrimiento de la variabilidad de Mira. En la misma época, Johannes Hevelius observó la peculiar estrella, denominándola «Mira» —en el sentido de «maravillosa» o «asombrosa»— en la Historiola Mirae Stellae de 1662, pues su comportamiento se apartaba del de cualquier otra estrella conocida. Ismail Bouillaud estimó su período en 333 días, lo que supone menos de un día de diferencia respecto al período actualmente aceptado de 332 días.
Hay una considerable especulación sobre si Mira había sido ya observada antes de Fabricius. La historia de Algol (β Persei) —con seguridad conocida como variable en 1667, aunque distintas leyendas muestran que había sido observada desde milenios con recelo— sugiere que Mira pudiera haber sido conocida en la antigüedad. Karl Manitius, traductor del Comentario en Aratus de Hiparco de Nicea, sugiere que ciertas líneas de aquel texto del siglo II a. C. pueden versar sobre Mira. Otros catálogos, como los de Ptolemeo, Al-Sufi, Ulugh Beg y Tycho Brahe no la mencionan, ni siquiera como estrella «normal». Existen tres observaciones de archivos chinos y coreanos, de 1596, 1070 y 134 a. C. —el mismo año que Hiparco de Nicea habría hecho sus observaciones— que sugieren que la estrella podría ser ya conocida en aquellas épocas.
Actualmente, Mira es el prototipo de una clase de variables que llevan su nombre, las variables Mira.

## Distancia
La distancia a Mira es incierta; las estimaciones previas a Hipparcos se centraban en 220 años luzs; mientras que los datos de Hipparcos de la reducción de 2007 sugieren una distancia de 299 años luz, con un margen de error del 11%.

## Características físicas

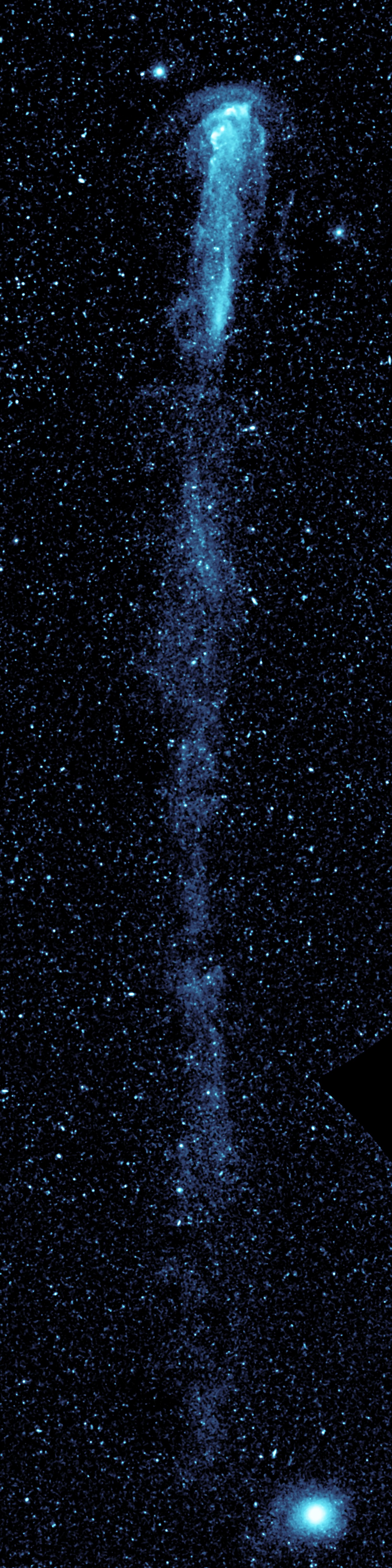
Imagen de Mira en luz ultravioleta, en donde se aprecia el rastro que deja la estrella.

Mira es una gigante roja de tipo espectral medio M7IIIe; este varía entre M5 y M9 —momento en el que su temperatura y brillo son menores—. Como consecuencia de su variabilidad, es problemático definir su temperatura y tamaño, ya que estos parámetros dependen del momento del ciclo en el cual se realice la medida y de la longitud de onda utilizada; consecuentemente, su luminosidad tampoco es inequívoca.
La relativa cercanía de Mira permite, sin embargo, medir su diámetro angular. Este permite calcular su radio, que varía desde 2 UA en luz visible, hasta aproximadamente el doble en luz infrarroja.
Considerando una temperatura superficial de 3000 K, su luminosidad se puede estimar en aproximadamente 8.500 veces la luminosidad solar —incluyendo una gran cantidad de energía emitida como radiación infrarroja—.
Mira se encuentra en las últimas fases de su evolución estelar.
Hace miles de millones de años era una estrella similar al Sol, pero, una vez agotado su combustible de hidrógeno y helio, se ha transformado en una estrella muy distendida y luminosa. Su variabilidad proviene de pulsaciones en su superficie, cambios en el tamaño de la estrella —que pueden suponer un 15% en cada pulsación— que afectan también a su temperatura y luminosidad.
Observaciones llevadas a cabo con el telescopio espacial GALEX en la región ultravioleta han puesto de manifiesto que Mira deja un rastro de materia proveniente de sus capas externas, creando una estela de 13 años luz de longitud —unas tres veces la distancia que separa el Sol de la estrella más cercana, Próxima Centauri—, formada a lo largo de 30 000 años o más.
Se piensa que una onda de choque de plasma o gas comprimido genera la estela; dicha onda de choque resulta de la interacción entre el viento estelar de Mira y el gas en el espacio interestelar, a través del cual la estrella se mueve a gran velocidad —130 km/s—.
La masa del «rastro» de Mira se estima en unas 3000 veces la de la Tierra.
En última instancia, el material perdido constituirá una nebulosa planetaria, mientras que el remanente estelar se condensará en una enana blanca de un tamaño similar al de nuestro planeta.

## Sistema estelar
Mira forma un sistema binario con una acompañante, Mira B, resuelta en 1995 por el telescopio espacial Hubble. Distante 70 UA de la primaria, imágenes en el ultravioleta y rayos X muestran una espiral de gas procedente de Mira en dirección a Mira B. El período orbital de esta compañera es de ~ 400 años.
Mira B se halla rodeada por un disco protoplanetario, formado a partir del material procedente del viento solar de Mira. Se piensa que probablemente Mira B es una enana naranja de tipo K con una masa aproximada de 0,7 masas solares, y no una enana blanca como se creyó inicialmente. Sin embargo, en 2010, una investigación adicional indicó que Mira B es en realidad una enana blanca.

### Componente A

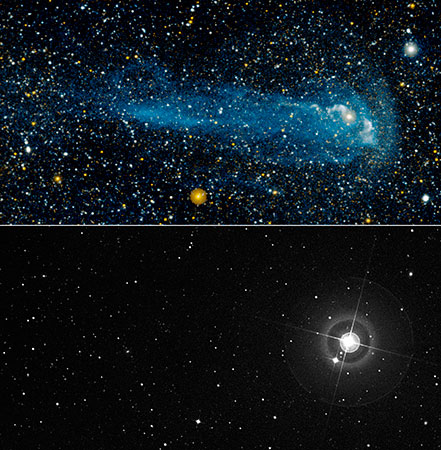
Mira en luz ultravioleta y visible

Mira A es actualmente una estrella de la rama asintótica gigante (AGB), en la fase AGB de pulsos térmicos. Cada pulso dura una década o más, y entre cada pulso transcurre una cantidad de tiempo del orden de 10 000 años. Con cada ciclo de pulsos, Mira aumenta su luminosidad y los pulsos se hacen más fuertes. Esto también está causando inestabilidad dinámica en Mira, dando lugar a cambios drásticos en la luminosidad y el tamaño en periodos de tiempo más cortos e irregulares.
Se ha observado que la forma general de Mira A cambia, mostrando pronunciadas desviaciones de la simetría. Estas desviaciones parecen estar causadas por puntos brillantes en la superficie que evolucionan su forma en escalas de tiempo de 3 a 14 meses. Las observaciones de Mira A en la banda ultravioleta realizadas por el telescopio espacial Hubble han mostrado un rasgo similar a una pluma que apunta hacia la estrella compañera.

#### Variabilidad

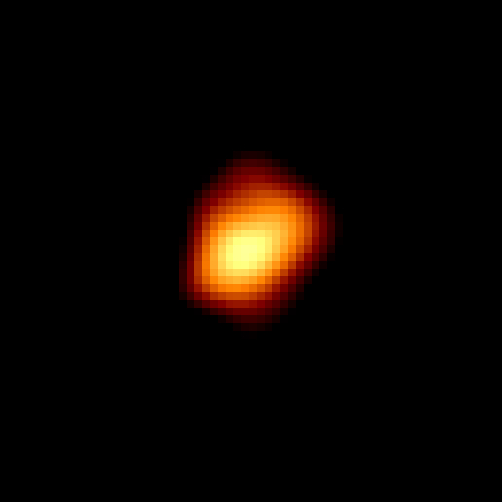
Mira vista por el telescopio espacial Hubble en agosto de 1997

Mira A es una estrella variable, concretamente la variable Mira prototípica. Las entre 6000 y 7000 estrellas conocidas de esta clase son todas gigantes rojas cuya superficie pulsa de tal forma que aumenta y disminuye su brillo en periodos que van desde unos 80 a más de 1000 días.
En el caso particular de Mira, sus aumentos de brillo la llevan hasta cerca de magnitud 3,5 de media, lo que la sitúa entre las estrellas de la constelación de Cetus más brillantes. Los ciclos individuales también varían; los máximos bien documentados llegan hasta la magnitud 2,0 en brillo y hasta 4,9, un rango de casi 15 veces en brillo, y hay sugerencias históricas de que la dispersión real puede ser tres veces esto o más. Los mínimos oscilan mucho menos, e históricamente se han situado entre 8,6 y 10,1, un factor de cuatro veces en luminosidad. La oscilación total en luminosidad desde el máximo absoluto hasta el mínimo absoluto (dos eventos que no ocurrieron en el mismo ciclo) es de 1.700 veces. Mira emite la mayor parte de su  radiación en el infrarrojo, y su variabilidad en esa banda es sólo de unas dos magnitudes. La forma de su curva de luz es de un aumento a lo largo de unos 100 días, y el retorno al mínimo tarda el doble.
Máximos contemporáneos aproximados para Mira:
- Oct 21–31, 1999
- Sep 21–30, 2000
- Aug 21–31, 2001
- Jul 21–31, 2002
- Jun 21–30, 2003
- May 21–31, 2004
- Apr 11–20, 2005
- Mar 11–20, 2006
- Feb 01–10, 2007
- Jan 21–31, 2008
- Dec 21–31, 2008
- Nov 21–30, 2009
- Oct 21–31, 2010
- Sep 21–30, 2011
- Aug 27, 2012
- Jul 26, 2013
- May 12, 2014
- Apr 9, 2015
- Mar 6, 2016
- Jan 31, 2017
- Dec 29, 2017
- Nov 26, 2018
- Oct 24, 2019
- Sep 20, 2020
- Aug 18, 2021
- Jul 16, 2022
- Jun 13, 2023

### Componente B
La estrella compañera se encuentra a 0.487±0.006  arco-segundos de la estrella principal. Fue resuelto por el Telescopio Espacial Hubble en 1995, cuando se encontraba a 70 unidad astronómicas del primario; y los resultados se anunciaron en 1997. Las imágenes ultravioletas del HST y las posteriores imágenes de rayos X del Telescopio espacial Chandra muestran una espiral de gas que se eleva desde Mira en dirección a Mira B. El período orbital de la compañera alrededor de Mira es de aproximadamente 400 años.[cita requerida]
En 2007, las observaciones mostraron un disco protoplanetario alrededor de Mira B. Este disco se está formando a partir del material del viento solar de Mira y podría llegar a formar nuevos planetas. Estas observaciones también insinuaron que la compañera era una  estrella de secuencia principal de alrededor de 0,7 masa solar y tipo espectral K, en lugar de una enana blanca como se pensaba en un principio. Sin embargo, en 2010 nuevas investigaciones indicaron que Mira B es, de hecho, una enana blanca.